# 池田信雄
池田 信雄（いけだ のぶお、1947年5月13日 - ）は、日本のドイツ文学者。東京大学名誉教授。専門は、近現代ドイツ文学研究。

## 経歴
東京都中野区出身。旧姓福井。東京都立西高等学校卒業後、旧・東京都立大学人文学部独文学科にて種村季弘と川村二郎に師事し、1971年に卒業。1973年、同大学院修士課程修了。1975年、名古屋大学教養部講師、1976年から1978年まで妻の池田香代子とともにボン大学とエアランゲン大学に留学。帰国後名古屋大学助教授を経て、1982年に東京大学教養学部助教授。1991年から1993年までトリーア大学客員教授。1993年東京大学教授。2012年定年退任、名誉教授。2014年からドイツ南部のバーデン＝ヴュルテンベルク州のウンメンドルフに住む。
2003年から2005年まで、日本独文学会会長。2009年より東京大学バリアフリー支援室長。 2010年4月から東京大学生協理事長。
ドイツ・ロマン派の研究、ドイツ語授業のかたわら、現代ドイツ・オーストリア文学の紹介も行う。文学作品の翻訳のほか、ヴィム・ヴェンダースの『さすらい』、『ベルリン・天使の詩』（共訳）、『時の翼にのって/ファラウェイ・ソー・クロース!』など、ドイツ映画の字幕翻訳も手がける。

## 著書・訳書

### 単著
- 『Erikoのドイツ体験記 ビデオで綴る』同学社、1991年
- 『はなしのわかるドイツ文法』 朝日出版社、2002年

### 共著・共編著
- 『統一ドイツの首都ベルリン Gerhard』（Kluchert共著） 同学社、1992年
- 『力のつくドイツ文法』（青木誠之共著） 郁文堂、1993年
- 『大学の町・チュービンゲン』（Hans-Volkmar Findeisen共著） 1995年
- 『芸術家の村・ヴォルプスヴェーデ』（Anthony Stephens, Engelhard Weigl共著） 同学社、1995年
- 『シリーズ言語態6 「間文化の言語態」』（西中村浩共編）東京大学出版会、2002年
- "Interkulturelle Singer-Studien ｰZu Leben und Werk Kurt Singersｰ"（共著） Iudicium Verlag、2002年
- 『矢内原忠雄』鴨下重彦,木畑洋一,川中子義勝共編 東京大学出版会 2011

### 訳書
- 『写真と芸術 接触・影響・成果』（旧姓「福井」名で、池田香代子共訳） フィルムアート社、1974年
- ザッヘル・マゾッホ『残酷な女たち』（飯吉光夫共訳）桃源社、1977年 のち河出文庫、2004年
- ジャン・パウル「機械に憑かれた男」（『ドイツ幻想小説傑作集』、白水社、1985年）
- ウド・ベッカー編『図説・占星術事典』（共訳）、種村季弘監修、同学社、1986年
- パトリック・ジュースキント『コントラバス』（山本直幸共訳）同学社、1988年
- ハンス・ブルーメンベルク『難破船』土合文夫、岡部仁共訳）哲学書房、1989年
- ヴィム・ヴェンダース『「愛のめぐりあい」撮影日誌 アントニオーニとの時間』（武村知子共訳）キネマ旬報社、1996年
- 『ノヴァーリス全集』I, Ⅱ, Ⅲ（共訳）沖積舎、2001年
- トーマス・ベルンハルト『消去』みすず書房、2004年
- トーマス・ベルンハルト『座長ブルスコン』論創社、2008年
- トーマス・ベルンハルト『ヘルデンプラッツ』論創社、2008年
- 『アドルノ文学ノート 1』三光長治,恒川隆男,前田良三,杉橋陽一共訳 みすず書房 2009
- トーマス・ベルンハルト『私のもらった文学賞』みすず書房、2014年
- トーマス・ベルンハルト『凍』河出書房新社、2019年
- トーマス・ベルンハルト『昏乱』河出書房新社、2021年
- ペーター・ハンドケ『カスパー』論創社、2023年